# Gorges de la Nesque
Les gorges de la Nesque dans les monts de Vaucluse, entre Monieux et Méthamis, sont un canyon creusé par la Nesque.

## Géographie

### Topographie

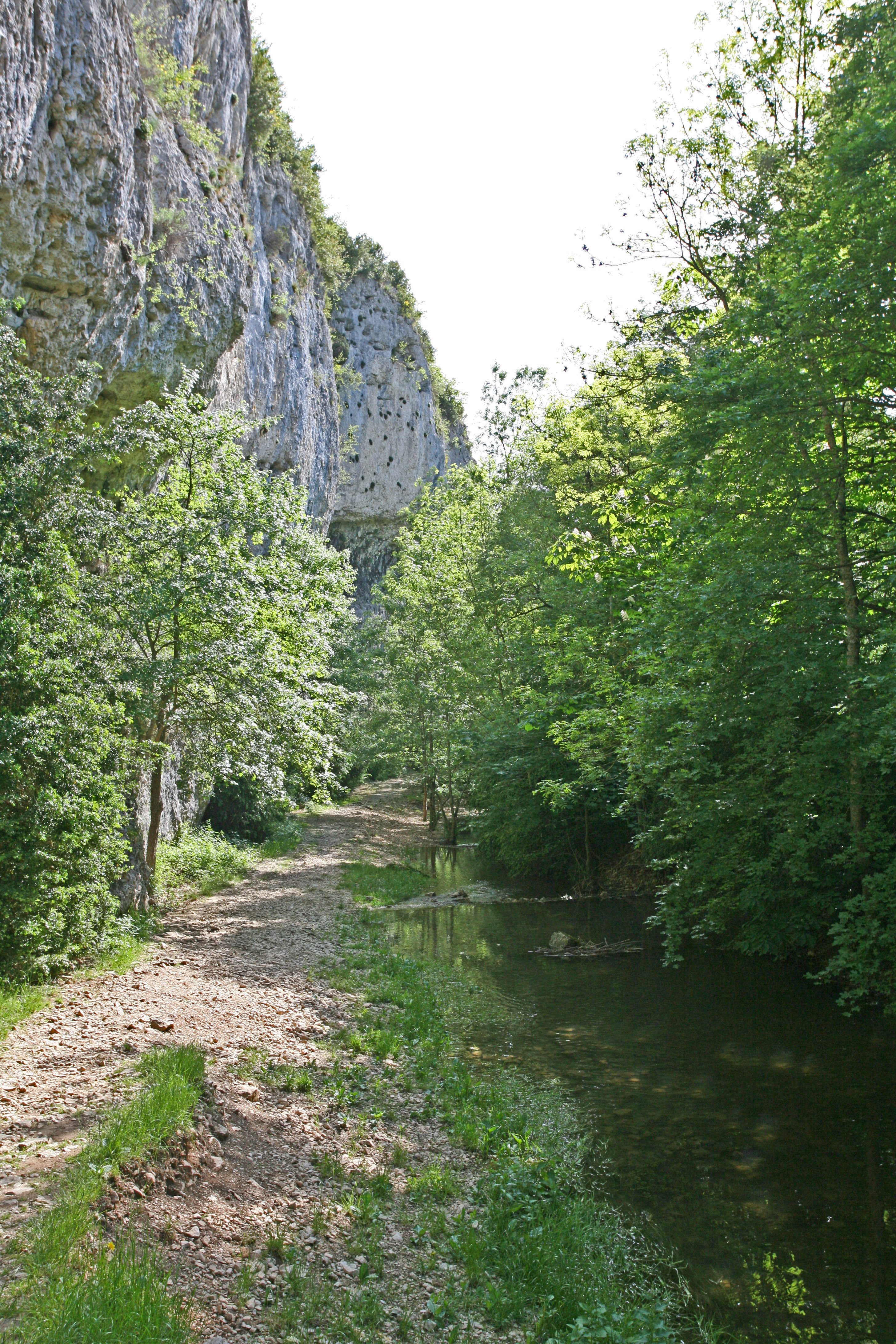
Entrée des gorges et sortie du plan d'eau de Monieux.

Les gorges démarrent au sud de Monieux, juste après le plan d'eau et à une altitude de 625 mètres, pour finir au pied du bourg de la commune de Méthamis, à une altitude d'environ 270 mètres.
Certaines falaises mesurent plus de 200 mètres de hauteur.

### Géologie
Les monts de Vaucluse sont formés de calcaires de l'ère secondaire, souvent perméables. L'eau s'enfonce dans la roche, créant des réseaux souterrains (système karstique), ressortant aux points bas comme la fontaine de Vaucluse, ou encore au niveau de la source de la Nesque.

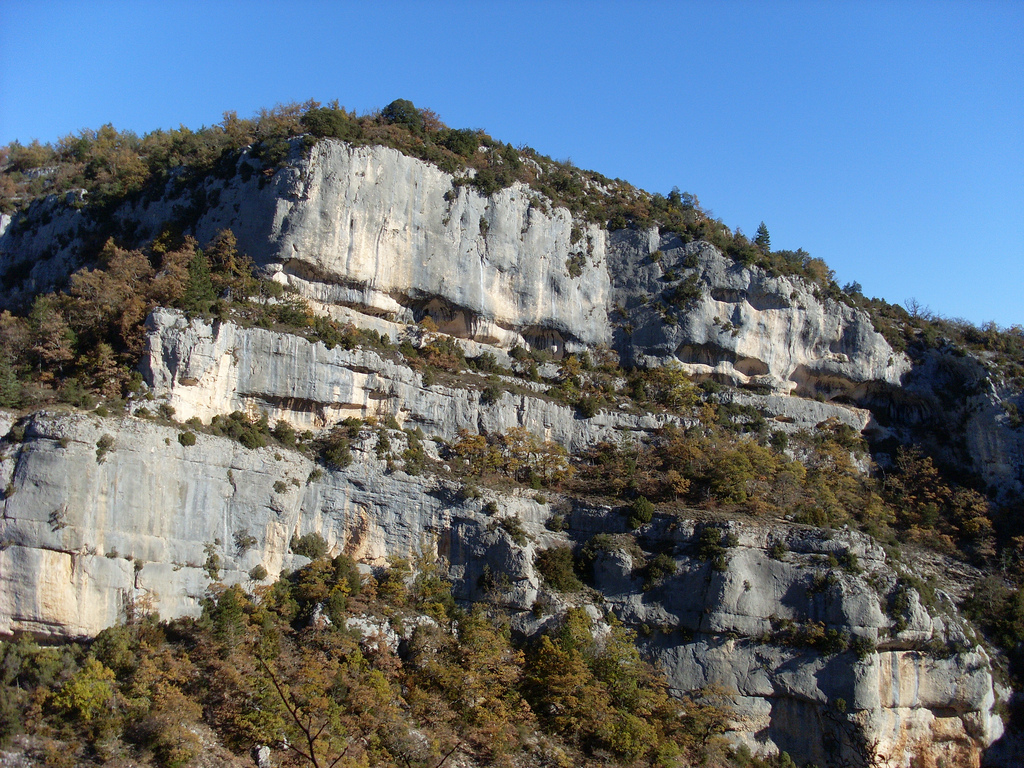
Falaises urgoniennes des gorges.
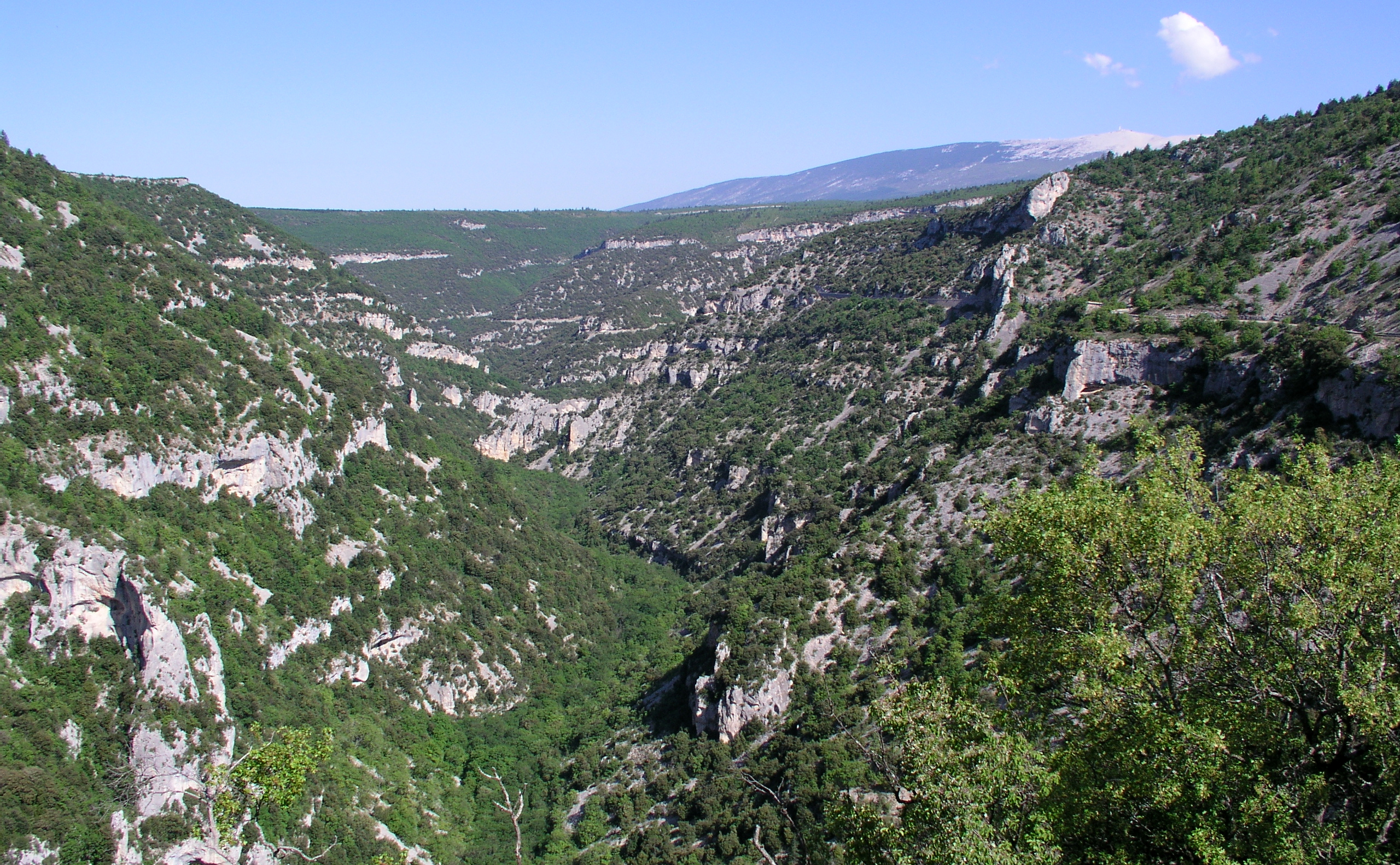
Les gorges de la Nesque et le mont Ventoux.
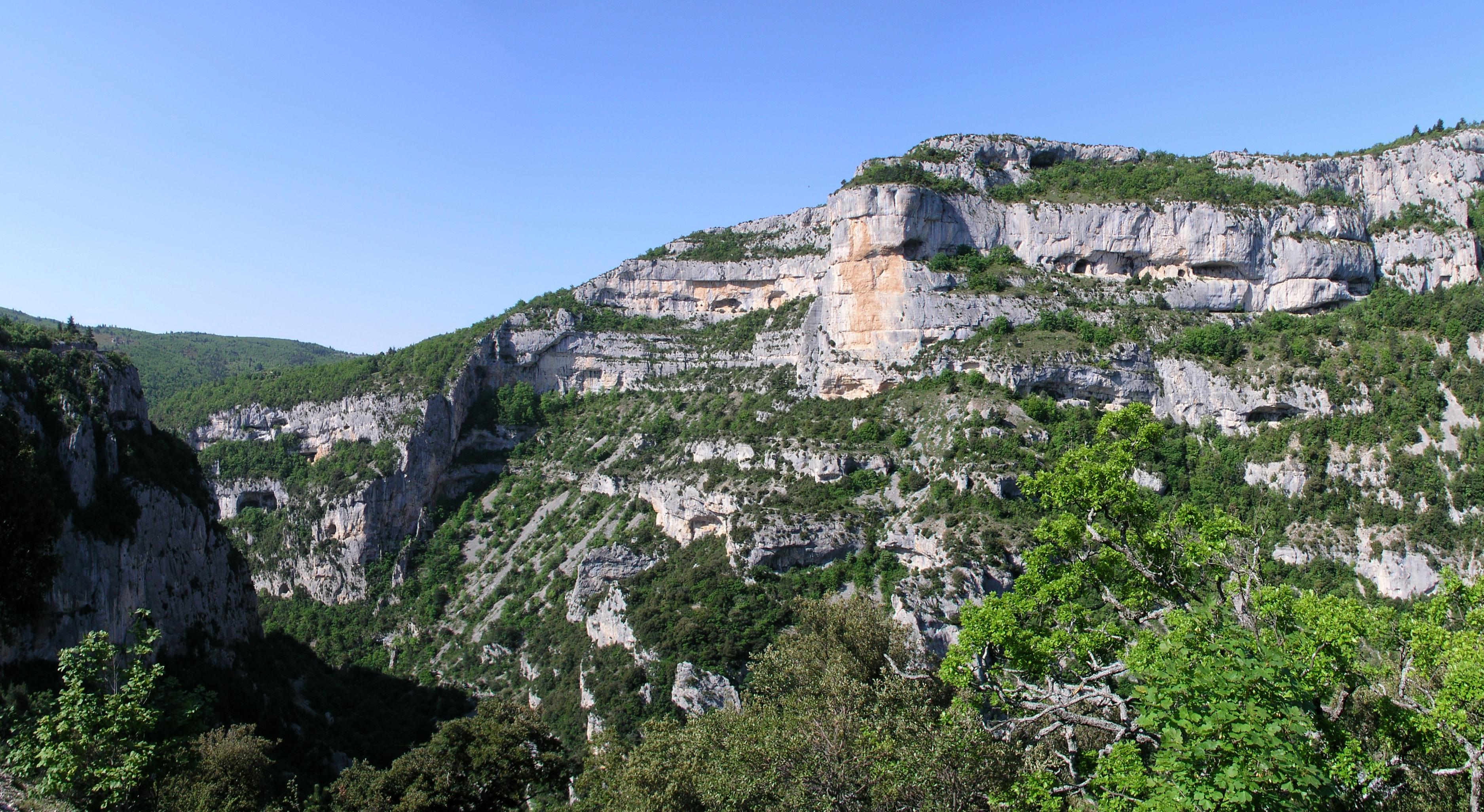
Le rocher de Cire dans les gorges de la Nesque.

## Archéologie
Le site du Bau de l'Aubesier a été fouillé dès 1901. Après un temps de latence entre 1964 et 1987, les archéologues, dans le cadre d’un projet franco-canadien et international, ont repris leurs fouilles sous la direction de Serge Lebel de l'Université du Québec à Montréal. La dernière campagne en 2006 a mis en évidence la présence de l'homme de Néandertal et de pré-néandertaliens.
Les fouilles successives ont livré des vestiges de l'industrie lithique du Moustérien et de nombreux restes d’herbivores où dominaient l’aurochs (43-53 %) et le cheval (31-35 %). C'est la plus forte concentration européenne de ce dernier, de plus, la présence du renne, toujours rare à l’Est du Rhône, « indiquent que la Provence a constitué une entité biogéographique particulière durant le Pléistocène moyen ».
Les essences forestières allaient du pin, toujours dominant, au sapin et au genévrier, suivis par des feuillus : hêtre, aulne, noisetier, tilleul. Quant au chêne sa présence était constante.
L'utilisation du feu dans la grotte a été mise en évidence (silex chauffés, charbons végétaux, résidus cendreux, matières osseuses et dentaires brûlées). Les fouilles ont permis de récolter 2 869 os et dents ainsi que trois fossiles pré-néandertaliens. C'est une découverte majeure qui a montré que ceux-ci « possédaient des comportements sociaux et des habiletés technologiques beaucoup plus avancés que ceux connus jusqu’à aujourd'hui ».

## Activités

### Tourisme
La route départementale 942 permet de les parcourir par les hauteurs avec plusieurs arrêts point de vue dont un « belvédère » (734 m). C'est un passage très emprunté par les cyclistes et touristes qui l'apprécient pour son côté pittoresque et sa nature préservée.
Le chemin de grande randonnée 9 traverse les gorges à la hauteur de la chapelle Saint-Michel.

### Protection environnementale

#### Réserve de biosphère du mont Ventoux
Le site est inclus dans la « Réserve de biosphère » du mont Ventoux. Cette réserve comprend six zones centrales dont celles des gorges de la Nesque dont la diversité des milieux a permis la reproduction d'espèces protégées comme le Faucon pèlerin, l'Aigle royal ou encore la Salamandre tachetée.

#### Site Natura 2000

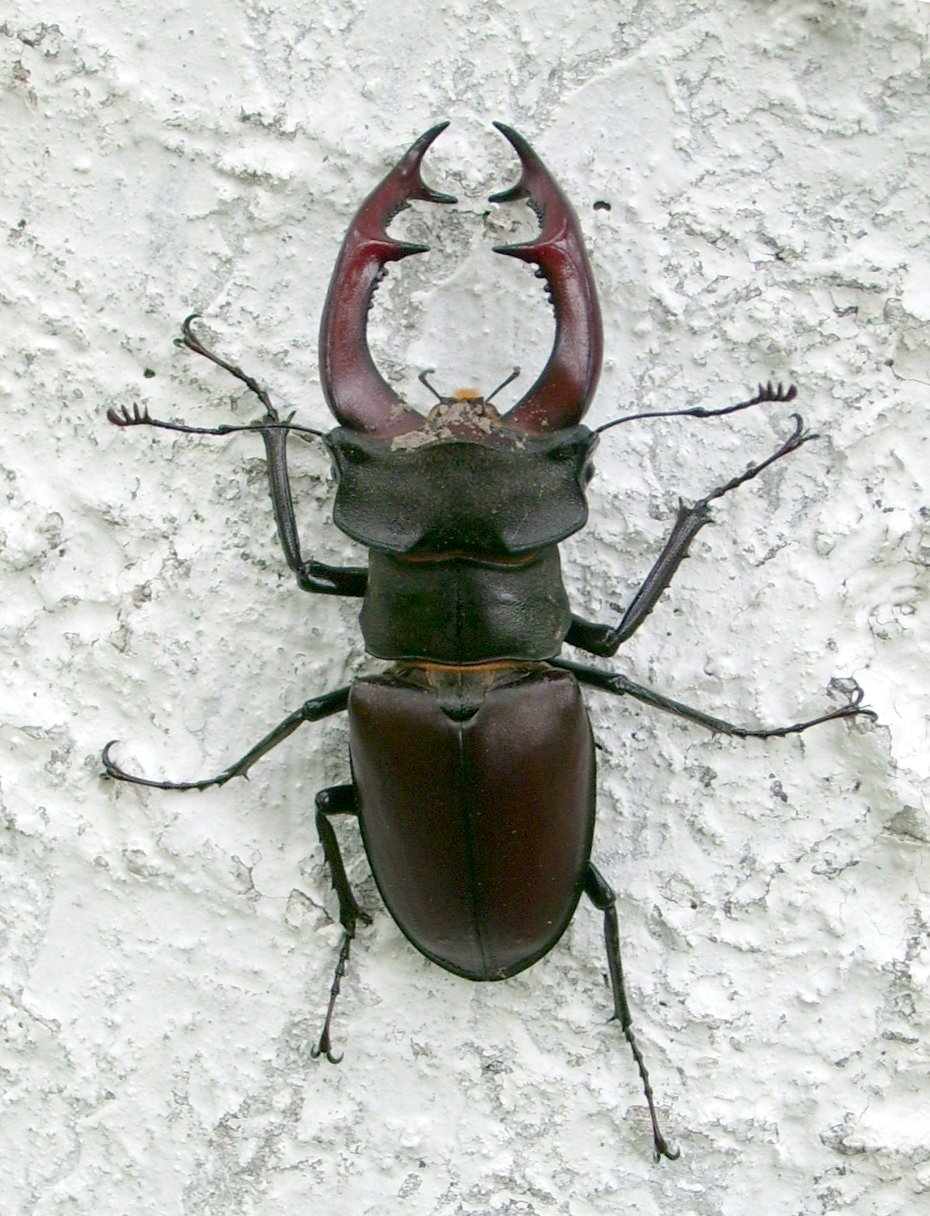
Lucanus cervus (ici un mâle).

Situé sur les communes de Méthamis, Blauvac et Monieux, il couvre une surface totale de 1233 ha et se situe entre 281 et 859 mètres d'altitude.
Le site est composé principalement de forêts caducifoliées pour 50 %, landes, broussailles, recrus, maquis et garrigues, Phrygana pour 20 % et rochers intérieurs, éboulis rocheux, dunes intérieures, neige ou glace permanente pour 20 %.
Son habitat naturel est composé de « forêts à Quercus ilex et Quercus rotundifolia » (pour 37 %), « éboulis ouest-méditerranéens et thermophiles » (8 %) et « forêts de pentes, éboulis ou ravins du Tilio-Acerion » (5 %), le reste étant systématiquement inférieur à 5 %.
Parmi les nombreuses espèces animales présentent dans la zone figurent chez invertébrés l'agrion de Mercure (Coenagrion mercuriale), le damier de la Succise (Euphydryas aurinia), l'écaille chinée (Callimorpha quadripunctaria), le grand capricorne (Cerambyx cerdo), la laineuse du prunellier (Eriogaster catax), le lucane cerf-volant (Lucanus cervus) et la rosalie des Alpes (Rosalia alpina), et chez les mammifères le petit Rhinolophe (Rhinolophus hipposideros).

## Dans la culture
Ces gorges, dont fait partie le rocher de Cire, Lou Roucas dou Cire, ont été chantées par le félibrige Frédéric Mistral (1830-1914). Une stèle en son honneur a été dressée au belvédère du Castelleras en 1966.
Frédéric Mistral, Calendal, chant VII :
« Cette Nesque s'engouffre dans une gorge
 
anfractueuse et sombre ;

et vient ensuite un point où le roc brusquement

et incroyablement se cabre ...

C'est du Rocher du Cire qu'il s'agit :

Ni chat ni chèvre, ni satyre,

Je vous en réponds bien, jamais n'y grimperont ! »
Il parle de son voyage avec deux de ses amis félibres pour la découverte de ses gorges dans son livre Mes origines : mémoires et récits de Frédéric Mistral (publié en 1915).

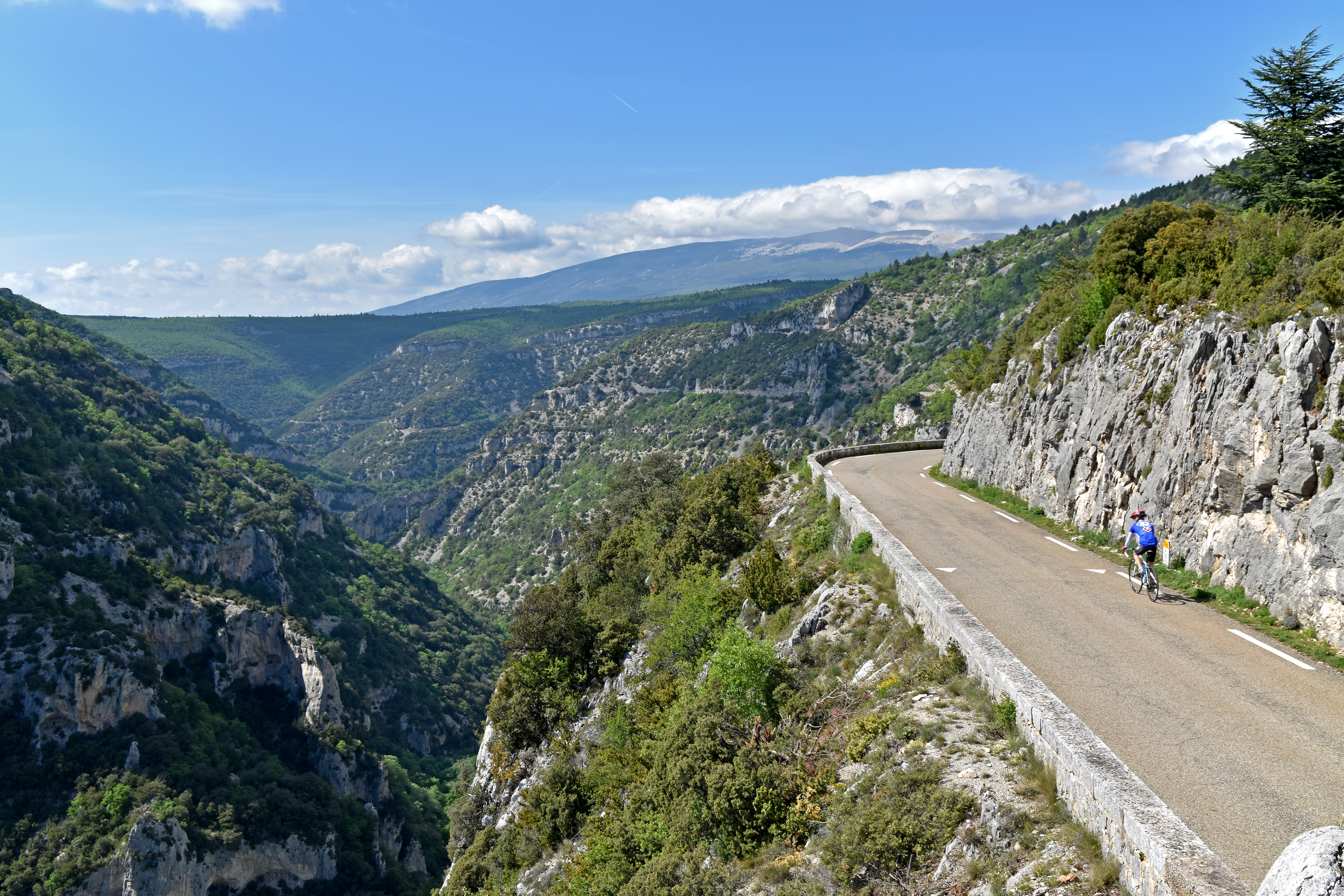
Gorges de la Nesque depuis le belvédère situé à 734 m d'altitude.
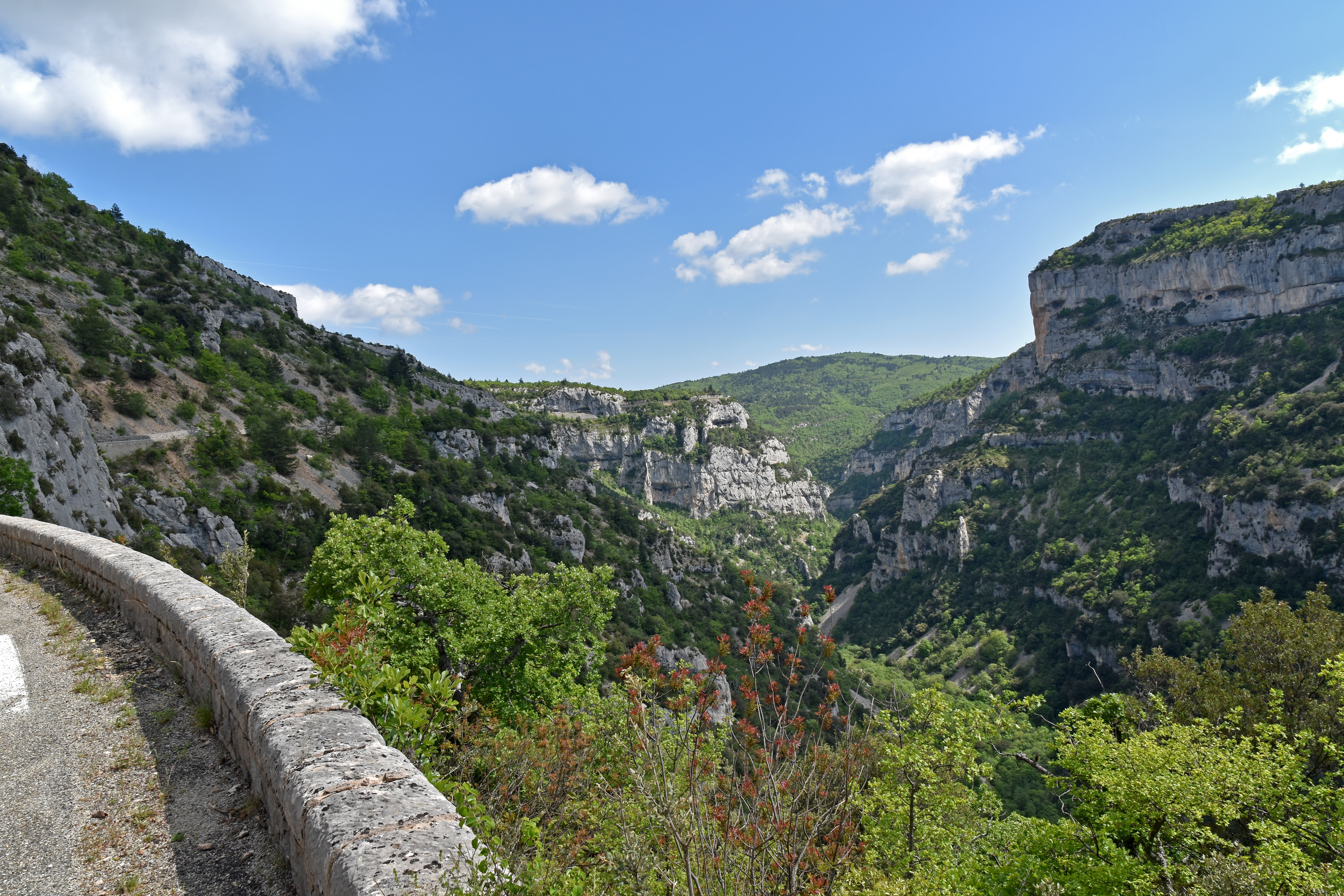
La route taillée dans le flanc des gorges offre des points de vue saisissants
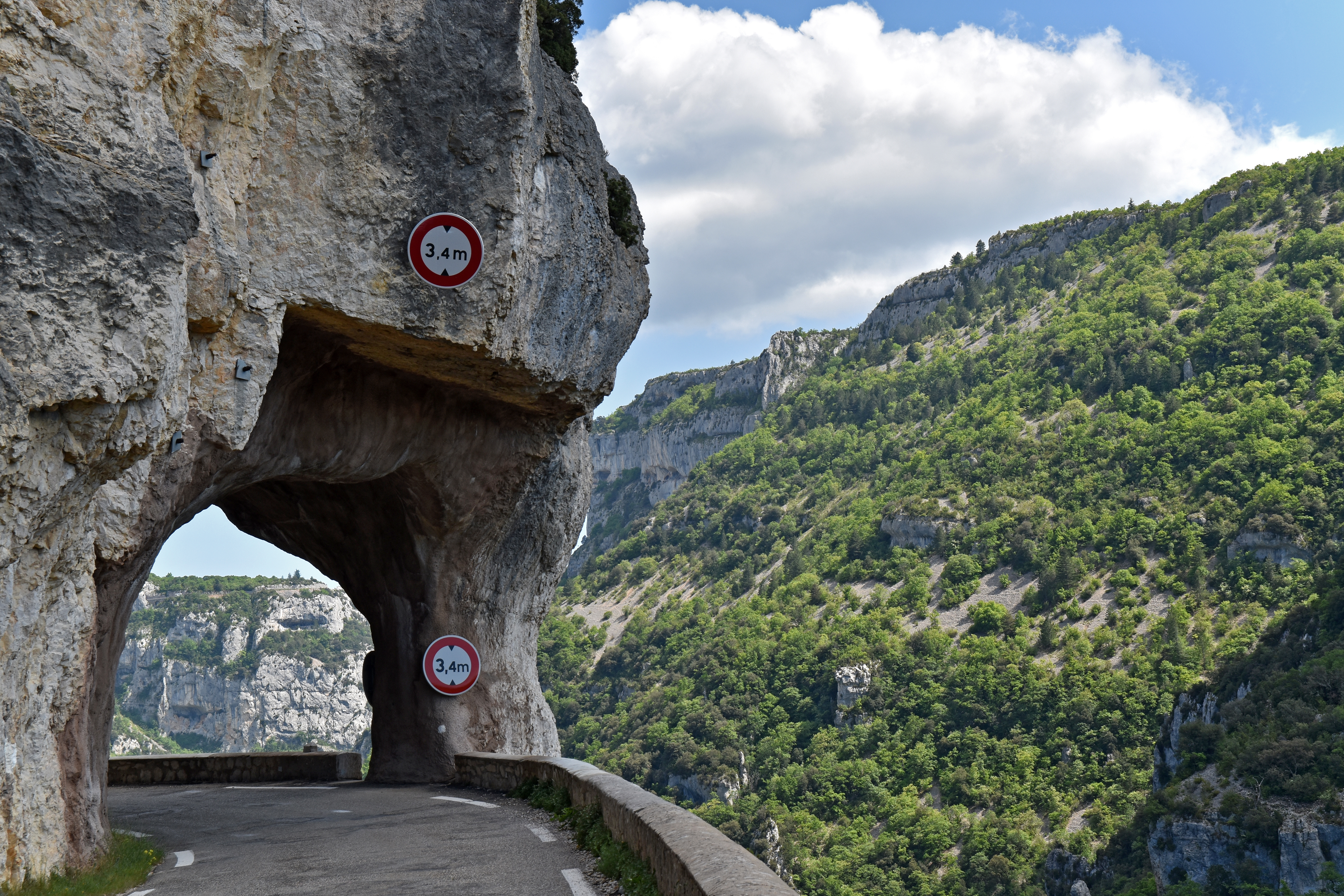